# Кудин мост
Кудин мост је камени мост у кањону Крупе, притоке Зрмање у Далмацији, изграђен у сухозиду на пријелазу из 18. у 19. вијек. Мост је под заштитом као споменик културе у Хрватској, као најстарији мост преко ријеке Крупе.

## Повијест
Мост је дугачак 109 метара, просјечне ширине 1,5 метар. Састоји се од 12 лукова од седре који се измјењују с каменим дијеловима трасе, као и два пропуста за воду. Кад Крупа набуја онда преплави цијели мост, па су из тог разлога посљедња два лијева лука знатно оштећена. Природна заштита мосту је шаш који расте са узводне стране. Заштићени је споменика културе. У љетним мјесецима је посјећенији од туриста. 
Према народном предању, мост је изградио православни Србин Јован Веселиновић звани Куде, како би са сватовима дошао испросити своју дјевојку. Изградио га је у дубоко усјеченом кањону тешко проходног краја, подно јужних падина Велебита. У близини моста се у Зрмању улива најдужа њена притока, ријека Крупа. Управо на Крупи налази се Кудин мост. Када се од Жегара крене ка Голубићу, путем који води уз најстарији православни манастир у Далмацији, Крупу, долази се до зграде некадашње старе школе у Голубићу. Ту је табла са ознаком за пут који води ка овом мосту. 
У засеоку Кудићи је живио градитељ моста Јован, којег су звали Куде, али и Јовуљ, јаки Јово. Он је био шукундјед Мирославу – Миши Веселиновић, који и 2022. живи у том крају и чува породично предање о мосту. У ранија времена мост је био једина комуникација и повезница са Жегаром, Кистањама, преко моста се ишло на пијацу, гонила стока. Ријека се прелазила и због млина, чији се трагови данас тек назиру, у који је домаће становништво одлазило доносећи жито за брашно. Сада шашу и трску треба чистити и косити сваког љета, јер више нема крупне стоке као тада, када су козе, коњи и мазге на испашама све јели и газили, трску, шевар и остало растиње. У новије вријеме ништа се не обрађује, нико се тиме не бави и када трска и шаш нарасту, заустављају наносе пијеска, муља, порушена дебла. Тада, под притиском воде која се дигне и метар изнад моста, настаје озбиљна опасност од рушења и Кудин потомак са још неким људима настоји одржавати мост, баш из разлога да се не би све урушило.
По народној причи, која највише привлачи пажњу домаћих и страних туриста, Јово Веселиновић Куде је саградио мост, како би сватове повео по своју вољену Милију. Јовуљ Куде био је дјед свекра осамдесетогодишње (2022.) Љубице Веселиновић, која потврђује ову причу, која се преносила са кољена на кољено. Од свекра је чула највише детаља везаних за ту приу. Јовуљ је имао дјевојку са друге стране ријеке и нису се могли састајати када вода надође. Из тога разлога је саградио тај мост. Послије, када је створио породицу са женом коју је волио, добио је са њом синове који су, исто тако, по дјевојке ишли на другу страну ријеке. 